# Jan Kaptein
Jan Johannes Kaptein (Amsterdam, 8 april 1926 – Blerick, 9 juli 2016) was een Nederlands ondernemer.

## Biografie
Kaptein studeerde mijnbouwkunde aan de Technische Hogeschool van Delft. In 1948 werd hij plantmanager in een fabriek van het door zijn vader Willem Kaptein opgerichte A.M.I. Willem Kaptein, Arnhem, later Rijwiel- en Motorindustrie Unikap N.V., Den Hulst (1949-1973). Dit bedrijf produceerde in de jaren 40, 50 en 60 motorfietsen en brommers van het toen populaire merk Kaptein.
Kaptein was voor Shell werkzaam in Venezuela. In 1969 trad hij in dienst van Océ-van der Grinten N.V. in Venlo. Per 1 januari 1974 werd hij voorzitter van de raad van bestuur van Océ. Hij vervulde deze functie tot zijn pensionering op 14 april 1987. Een jaar later werd hij lid van de raad van commissarissen van Océ. Hij bleef in deze functie tot in 1996. In de jaren van zijn bestuur groeide Océ-Van der Grinten sterk als producent van kopieerapparatuur. Verschillende overnames hadden plaats evenals de oprichting van verkooporganisaties, eerst in West-Europese landen en later over de gehele wereld.
Daarnaast vervulde hij vele andere commissariaten, onder meer bij ABN, Verenigd Bezit VNU (holding) en Pakhoed N.V.; hij was voorzitter van de raad van commissarissen van de softwareleverancier Raet en van het bankiersbedrijf Van Lanschot.
In de jaren 80 maakte Kaptein, samen met onder anderen Wisse Dekker van Philips, Aarnout Loudon van Akzo, Herman Wijffels van Rabobank en Albert Heijn, deel uit van adviescommissie technologiebeleid. Kaptein was vicevoorzitter van wat genoemd werd de commissie Dekker.
Kaptein was Ridder in de Orde van de Nederlandse Leeuw. Hij overleed in juli 2016 op 90-jarige leeftijd.